# Нин Новоа, Родольфо
Родольфо Нин Новоа (исп. Rodolfo Nin Novoa; род. 25 января 1948, Монтевидео) — уругвайский дипломат, политический и государственный деятель, вице-президент (2005—2010), министр иностранных дел (2015—2020).

## Биография
Родился 25 августа 1948 года в Монтевидео, Уругвай. Получил традиционное римско-католическое образование, а в 1985 вступил в Национальную партию.
В 1994 году Нин Новоа присоединился к политической коалиции Широкий фронт, находясь в которой особое внимание уделял предотвращению приватизации водоснабжения. В 2000 году он был избран в Сенат Уругвая, а пять лет спустя президент Табаре Васкес предложил ему пост вице-президента. На этом посту Нин Новоа уделял особое внимание оборонным закупкам, с также планированию государственных расходов. К концу 2007 года Нин столкнулся с недоверием и критикой со стороны своих ближайших коллег, включая члена Палаты представителей Хуана Домингеса. Срок его полномочий на посту вице-президента истёк 1 марта 2010 года, после чего он вновь вернулся к работе в Сенате страны. 
После переизбрания Табаре Васкеса на пост президента Уругвая он предложил Новоа занять пост министра иностранных дел, который он сохранял до 1 марта 2020 года, когда его сменил Эрнесто Тальви.